# Transformers: Super-God Masterforce
«Трансформеры: Воины великой силы» (яп. トランスフォーマー 超神マスターフォース Торансуфо:ма: : Тё:дзин Масута:фо:су); (англ. Transformers: Super-God Masterforce) — многосерийное аниме о трансформерах, основанное на одной из японских серий игрушек. Впервые сериал демонстрировался с 12 апреля 1988 года по 7 марта 1989 года. В России транслировался в 1990-х годах по «6-му телеканалу Санкт-Петербург» под названием «Трансформеры: Воины великой силы», по новосибирскому телеканалу ТСМ с 1 сентября 1993 (в 1994—1996 гг. дважды повторялся).
Мультсериал состоит из 48-ми серий (из них оригинальных — 42; остальные представляют собой обзорные клип-шоу). В США существуют две версии перевода — от Shout! Factory и Omni Productions.
Является продолжением сериала «Трансформеры: Властоголовы». Также сериал имеет своё продолжение — мультсериал «Трансформеры: Победа».

## Сюжет

### Концепция сюжета
Много лет назад коварный повелитель десептиконов Повелитель изобрел новое оружие, которое помогло бы одержать победу над автоботами. Он обнаружил, что объединение человеческого разума с телом робота давало неповторимую силу и мощь. Тогда он создал принципиально новый тип роботов — транстекторы, которым требовался пилот-человек с особыми браслетами на руках. Браслеты и являются связующим звеном между этими совершенно разными формами жизни. Пилот и его механическое тело назвали «Воин Великой Силы». Повелитель отправил несколько транстекторов на Землю, чтобы найти им подходящих пилотов, но корабль с ними потерпел крушение и механические тела роботов оказались затерянными на Земле.
Прошло много лет, и с помощью своих приспешников — троих десептиконов-претендеров и двух Воинов Великой Силы (Властители Гига и Мега) Повелитель продолжает поиски утерянных транстекторов. Им пытаются помешать автоботы-претендеры, их главная задача — не дать транстекторам и их пилотам стать приспешниками десептиконов.

## Персонажи

### Автоботы

#### Воины великой силы
- Оптимус Прайм (англ. Optimus Prime)  Freightliner COE Tractor Trailer (сэйю: Хироси Такэмура) — лидер автоботов и главный протагонист.
- Громовержец (англ. Godbomber) — Assault Trailer  робот, специально сконструированный  для слияния с Оптимусом Праймом.
- Спасатель (англ. Getaway)  Mazda Savanna RX7 FC3S IMSA (сэйю: Цутому Касивакура)
- Ветер (англ. Joyride)  Dune Buggy (сэйю: Ёситада Оцука)
- Рапира (англ. Slapdash)  болид F-1 (сэйю: Канэто Сиодзава)

#### Младшие воины
- Сайрен (англ. Siren)  Toyota Supra A70 полицейская машина (сэйю: Юми Тома). Русский голос - Михаил Черняк
- Грива (англ. Hosehead) — Пожарная машина (сэйю: Хироко Эмори)
- Веточка (англ. Minerva)  Porsche 959 скорая (сэйю: Юрико Ямамото) единственная девочка в команде. Выполняет роль врача. Имеет камео в 23 серии сериала Transformers: Victory

#### Претендеры
- Коготь (англ. Metalhawk)  Истребитель (сэйю: Кацудзи Мори)
- Фугас (англ. Landmine)  Кибертронский автомобиль (сэйю: Рёити Танака)
- Ливень (англ. Cloudburst)  Кибертронский истребитель (сэйю: Масато Хирано)
- Волнорез (англ. Waverider)  Кибертронская подводная лодка (сэйю: Юдзи Микимото)

Хэдмастеры
- Крепыш Максимус (англ. Grand Maximus), в оригинале - Гранд Максимус. Один из лидеров Автоботов, прибыл на Землю в погоне за Блэк Зараком.

#### Шестирежимники
- Шестизарядник (англ. Sixshot) — Drill Tank, самолёт, пума, Assault Gun, Sea Skimmer (сэйю: Сё Хаями)

### Десептиконы
- Владыка десептиконов Повелитель (англ. Devil Z) (сэйю: Хидэкацу Сибата) -  в оригинале - Девил Зет, главный антагонист сериала. Представляет собой некую субстанцию. Русский голос - Черняк, Михаил Геннадьевич

#### Хэдмастеры
- Скорпоног (англ. Black Zarak) (сэйю: Бандзё Гинга), в оригинале Блэк Зарак  - гигантский робот, посланный Владыкой помочь десептиконам уничтожить Землю. Альт-форма: Скорпион. Вооружен копьём. Впервые появляется в 27 серии.

#### Воины великой силы
- Властитель (англ. Overlord) (сэйю: Кэйити Нода), в оригинале - Оверлорд, гештальт Гига-танка и Мега-истребителя. Невероятно мощный робот, способный на равных сражаться с Оптимусом Праймом
  - Властитель Гига (англ. Giga)  (сэйю: Кэйити Нода)
Управляет Гига танком (M1 Abrams).
  - Властительница Мега (англ. Mega) (сэйю: Рихоко Ёсида)
Управляет истребителем Мега (SR-71 Blackbird).
- Чернокрыл (англ. Darkwing  Panavia Tornado ADV (сэйю: Кэн Ямагути). Русский голос - Михаил Черняк
- Смерч (англ. Dreadwind)  F-16 Falcon (сэйю: Ёку Сиоя)
  - Дредвинг (англ. Dreadwing) — смесь самолётов Panavia Tornado ADV и F-16 Falcon, является гештальтом, в которого объединяются Чернокрыл и Смерч.
- Хамелеон (англ. Dealer, иногда англ. Doubledealer)  Missile Tank / сокол (сэйю: Такэси Кусао)

#### Младшие воины
- Клык (англ. Fangry)  оборотень (сэйю: Кэёити Намба) - лидер младших воинов.
- Страшила (англ. Horri-Bull)  бык (сэйю: Кодзо Сиоя)
- Проныра (англ. Sqeezplay)  монстр-краб (сэйю: Акари Хибино) - самый младший  член команды.

#### Pretenders
- Стервятник (англ. Bomb-Burst)  VTOL Jet (сэйю: Кодзи Тотани)
- Зубоскал (англ. Skullgrin)  Кибертронский танк (сэйю: Дайсукэ Гори)
- Взрывала (англ. Submarauder)  Кибертронская субмарина (сэйю: Масахару Сато)

#### Морские пираты
- Живодёр  — гештальт Морских пиратов (сэйю: Масато Хирано), в оригинале - King Poseidon
  - Акула (англ. Snaptrap) — черепаха (сэйю: Масато Хирано)
  - Прикус (англ. Overbite) — акула-амфибия
  - Сивинг (англ. Seawing) — жалящий скат
  - Нотилэйтор (англ. Nautilator) — омар
  - Смутьян (англ. Skalor) — целакант
  - Клешня (англ. Tentakil) — осьминог

#### Мини-десептиконы
- БиЭм (англ. BM) (сэйю: Фусиги Ямада)

#### Отряд «Спаркдэш»
- Синдесор (англ. Cindersaur) — динозавр
- Флэймфезер (англ. Flamefeather) — орёл
- Спарксталкер (англ. Sparkstalker) — насекомое

## Эпизоды
1. «Возвращение десептиконов»
2. «Охота на живых мертвецов»
3. «Дело о пропавшем самолёте»
4. «Младшие воины»
5. «Маленькие монстры-вредители»
6. «Битва в пустыне»
7. «Заповедник диких животных»
8. «Супербратья-близнецы»
9. «Воины великой силы»
10. «Назначенный герой»
11. «Обрати злобу в силу»
12. «Рождение дружбы»
13. «Загадка таинственной скалы»
14. «Охота началась»
15. «Рождение супервоина»
16. «Драматическое противостояние»
17. «Рождение третьего воина великой силы»
18. «Бродяга Шестизарядник»
19. «Рождение четвёртого воина великой силы»
20. «Новый друг Шестизарядник?»
21. «Спасение маленькой девочки»
22. «Борьба между жизнью и смертью»
23. «Разоблачение злобного замысла»
24. «Битва в пустыне»
25. «План по уничтожению Бомбардировщика»
26. «Битва за Луну»
27. «Сражение в космосе»
28. «Битва со Смерчем»
29. «Подводный вулканический взрыв»
30. «План уничтожения Громовержца»
31. «Найден последний воин великой силы»
32. «Уничтожить штаб автоботов»
33. «Кризис в штабе автоботов»
34. «Разрушитель из космоса»
35. «Уничтожение человечества»
36. «Спасение Проныры»
37. «Сражение на базе десептиконов»
38. «Новый Скорпоног»
39. «Превращение в новых существ»
40. «Решающее сражение»
41. «Истинное лицо Повелителя: механический убийца»
42. «Сражение гигантов»